# قياس احتمالي
الاستدلال الاستخلاصي أو القياس الاحتمالي، في مفهوم البحث والتحقيق العلمي والاكاديمي، هو منطق استدلالي ينطلق من الملاحظة إلى وضع فرضية التي تفسر الملاحظة. بالمطلق، تحاول إيجاد تفسير بسيط ومقنع للظاهرة، بخلاف الاستنباط، فالتفسير لا يؤكد أو يثبت النتيجة. وهكذا، يمكن تعريفه «بالاستدلال بآفضل تفسير ممكن». ويستعمل المنطق الابعادي في مجالات المحاماة والقانون وعلوم الحاسوب والذكاء الاصطناعي. كما يعتمد بشكل كبير في عمليات أتمتة نظم الخبير.